# Cristatogobius
Cristatogobius é um género de peixe da família Gobiidae e da ordem Perciformes.

## Espécies
- Cristatogobius albius (Chen, 1959)
- Cristatogobius aurimaculatus (Akihito & Meguro, 2000)[3]
- Cristatogobius gobioides (Ogilby, 1886)
- Cristatogobius lophius (Herre, 1927)
- Cristatogobius nonatoae (Ablan, 1940)
- Cristatogobius rubripectoralis (Akihito, Meguro & Sakamoto, 2003)[4][5][6][7][8][9][10][11]